# Santana IV
Santana IV är det tjugofjärde studioalbumet av musikgruppen Santana. Albumet gavs ut 2016 av skivbolaget RCA Records. Titeln IV (fyra) anspelar på att albumet Santana III från 1971 var det sista albumet med denna upplaga av gruppen som dittills gjorts. Inspelningarna inleddes efter att gitarristen Neal Schon hört av sig till Carlos Santana och undrat om han velat spela in med honom igen. Santana föreslog då att de skulle återförena de flesta gamla Santana-medlemmarna som var med i gruppen under dess tidiga år. Gregg Rolie, Michael Carabello och Michael Shrieve gick alla med på en återförening. R&B-sångaren Ronald Isley medverkar även som gästartist på två spår.

## Låtlista
(kompositör inom parentes)
1. "Yambu" (Santana, Perazzo) - 3:27
2. "Shake It" (Schon, Rolie, Carabello, Perazzo arr: Santana) - 4:45
3. "Anywhere You Want to Go" (Rolie arr: Rolie) 5:05
4. "Fillmore East" (Santana, Schon, Rolie, Shrieve, Carabello, Rietveld, Perazzo arr: Santana) - 7:44
5. "Love Makes the World Go Round" (med Ronald Isley) (Santana, Nuru Kane, Thierry Fournel arr: Santana) - 4:20
6. "Freedom in Your Mind" (med Ronald Isley) (Santana, Kenneth Okulolo arr: Santana) - 5:30
7. "Choo Choo" (Santana, Igor Len, Schon, Rolie, Carabello arr: Santana) - 4:10
8. "All Aboard" (Santana arr: Santana) - 2:03
9. "Sueños" (Santana, Rietveld arr: Rietveld) - 5:15
10. "Caminando" (Santana, Schon, Carabello, Perrazo arr: Santana) - 4:21
11. "Blues Magic" (Schon, Rolie, Santana) - 4:26
12. "Echizo" (Schon, Shrieve) - 3:54
13. "Leave Me Alone" (Shrieve, Rolie, Santana) - 4:01
14. "You and I" (Rolie) - 4:20
15. "Come as You Are" (Schon, Santana, Rolie, Carabello, Perazzo) - 4:52
16. "Forgiveness" (Schon, Santana, Rolie, Claus Zundel Gema) - 7:22

## Listplaceringar
- Billboard 200, USA: #5[2]
- UK Albums Chart, Storbritannien: #4[3]
- Nederländerna: #7[4]
- Tyskland: #5[5]
- VG-lista, Norge: #24[6]
- Sverigetopplistan, Sverige: #29[7]